# خاندان خوارزمشاهیان
سلسله انوشتگین یا خاندان خوارزمشاهیان یک خاندان ترک ایرانی بود از سلسله مسلمان سنی تبار ممالوک ترک از طایفه بیگدلی از ترکان غز. سلسله انوشتگینیان در دوره تقریبی ۱۰۷۷ تا ۱۲۳۱ بر امپراتوری خوارزمیان، شامل بخش‌های وسیعی از آسیای مرکزی امروزی، افغانستان و ایران، ابتدا به عنوان دست نشاندگان سلجوقیان و قراختاییان (لیائو غربی)، حکومت کردند و بعدها به عنوان حاکمان مستقل، تا زمان فتح امپراتوری خوارزمیان توسط مغول در قرن سیزدهم.
این سلسله توسط فرمانده انوشتگین قرچای، غلام ترک سابق سلاطین سلجوقی، که به عنوان والی خوارزم منصوب شد، تأسیس شد. پسرش قطب الدین محمد اول اولین شاه موروثی خوارزم شد. انوش تیگین ممکن است یا به قبیله بگدیلی از ترکان اوغوز یا به چیگیل، خلج، قیپچاق، قانگلی یا اویغور تعلق داشته باشد.

## تاریخ
تاریخ تأسیس سلسله خوارزمیان همچنان محل بحث است. شورشیان خوارزمی در جریان شورش در سال ۱۰۱۷، ابوالعباس مأمون و همسرش حوراجی، خواهر سلطان غزنوی را به قتل رساندند. در پاسخ، محمود به منطقه خوارزم که ناسا و رباط فراوه را شامل می‌شد، حمله کرد و آن را اشغال کرد. در نتیجه خوارزم از سال ۱۰۱۷ تا ۱۰۳۴ به یکی از استان‌های امپراتوری غزنوی تبدیل شد. در سال ۱۰۷۷، فرمانداری این استان که از سال ۱۰۴۲/۱۰۴۳ به سلجوقیان تعلق داشت، به دست انوش تیگین قرچای، غلام ترک سابق سلطان سلجوقی افتاد. در سال ۱۱۴۱، سلطان سلجوقی احمد سنجر توسط قره خیتای‌ها در نبرد قطوان شکست خورد و نوه انوش تیگین ، علا الدین آتسیز، تابع یلو داشی از قره خیتان شد.
سلطان احمد سنجر در سال ۱۱۵۶ درگذشت. با فروپاشی دولت سلجوقیان، خوارزمشاهان قلمروهای خود را به سمت جنوب گسترش دادند. در سال ۱۱۹۴، طغرل سوم، آخرین سلطان امپراتوری سلجوقیان، توسط حاکم خوارزمی علاءالدین تکیش، که بخش‌هایی از خراسان و غرب ایران را فتح کرد، شکست خورد و کشته شد. در سال ۱۲۰۰ تکیش درگذشت و پسرش علاء الدین محمد جانشین او شد که آغازگر درگیری با غوریان بود و در آمودریا از آنها شکست خورد (1204). پس از غارت خوارزم، محمد از فرمانده خود، قره ختایی که لشکری برای او فرستاد، درخواست کمک کرد. محمد با این تقویت در هزاراسپ (۱۲۰۴) بر غوریان پیروز شد و آنها را از خوارزم بیرون کرد.
ائتلاف علاء الدین محمد با فرمانده خود کوتاه مدت بود. او دوباره شروع به درگیری کرد، این بار با کمک قره‌خانیان، و ارتش قره‌خیتای را در تالاس شکست داد (۱۲۱۰)، اما اجازه داد سمرقند (۱۲۱۰) توسط قره‌خیتای‌ها اشغال شود. او قراخانیان (1212) و غوریان (۱۲۱۵) را برانداخت. در سال ۱۲۱۲ پایتخت خود را از گورگنج به سمرقند منتقل کرد؛ بنابراین تقریباً کل ماوراءالنهر را در بر می‌گیرد و افغانستان امروزی به امپراتوری او تبدیل شد که پس از فتوحات بیشتر در غرب ایران (تا سال ۱۲۱۷) از سیر دریا تا کوه‌های زاگرس و از نواحی شمالی هندوکش تا دریای خزر امتداد داشت. تا سال ۱۲۱۸ امپراتوری ۵ میلیون نفر جمعیت داشت.